# 天長節 (唐朝)
天長節，乃唐朝玄宗皇帝李隆基的生日，於每年八月初五，後在玄宗退位後改爲八月十五。曾稱千秋節。日本沿用此法，曾將天皇生日叫做天長節。

## 歷史
唐玄宗李隆基生於685年9月8日（八月初五），712年即位爲帝，改年號開元。開元十七年（729年），唐玄宗的44歲生日時，百官奏表請求將八月五日設作「千秋節」，寓意「千秋萬歲」。唐玄宗准奏，千秋節由此而設，全國休假三日，前後各一天。
天寶七年（748年），皇宮大同殿的柱子上忽生灵芝，被認爲是吉兆，於是百僚於五月壬午日合奏，尊唐玄宗为「开元天宝 圣文神武 应道皇帝」，請他順應天意改「千秋節」爲「天長節」，天長一詞取自《老子》「天長地久」。唐玄宗龍顏大悅，遂改。

## 慶祝方式、風俗傳統
每年千秋节，唐玄宗與杨贵妃都會在兴庆宫內的花萼相辉楼前举行盛宴及歌舞演奏，与百官同乐。在一整天的庆祝活动结束後，官員們會向皇帝敬献铜镜，唐玄宗也向四品以上官員發賜铜镜。唐玄宗還特设「天长节使」的职位，由鄂州刺史韦公担任。唐朝屬國每年都會遣使來賀，其中日本國最勤。
當時有詩篇記錄了盛景：
《奉和聖製天长节赐宰臣歌应製》
（唐）王维
太阳升兮照万方。
开阊阖兮临玉堂。
俨冕旒兮垂衣裳。
金天净兮丽三光。
彤庭曙兮延八荒。
德合天兮礼神遍。
灵芝生兮庆云见。
唐尧後兮稷契臣。
匝宇宙兮华胥人。
尽九服兮皆四邻。
乾降瑞兮坤降（一作献）珍。
《天长节》
（唐）梁锽
日月生天久，年年庆一回。
时平祥不去，寿远节长来。
连吹千家笛，同朝百郡杯。
愿持金殿镜，处处照遗才。
《千秋节赐群臣镜》
（唐）李隆基（皇帝自提）
铸得千秋镜，光生百炼金。
分将赐群後，遇象见清心。
台上冰华澈，窗中月影临。
更衔长绶带，留意感人深。

## 影響

### 千秋鏡
開元十七年千秋節慶典結束後，羣臣紛紛進獻銅鏡，唐玄宗還賜銅鏡，這些銅鏡被冠以節日之名，叫做「千秋鏡」。此後，唐玄宗便在當時鑄造業最發達的揚州定製銅鏡，每年大約有400名官員可以得此待遇。
民間受到影響，也形成於八月初五鑄銅鏡相送的習俗，寓意祝福。這段時期鑄造的銅鏡，也可稱爲千秋鏡，這一名稱延續了十四年，直到安史之亂唐玄宗退位。

### 千秋縣
742年唐玄宗改元天寶，天寶元年「割江都、六合、高邮三县地置千秋县」，与千秋节呼应，屬淮南道揚州（廣陵郡）。天寶七年，千秋節改爲天長節，千秋縣也改爲天長縣。天長縣今为安徽省天長市。

### 舞樂
開元十七年，在花萼樓（卽花萼相輝樓）前舉行天長節慶典時，唐教坊專門創作了一部《千秋樂》（也稱《千秋萬歲》、《千秋節》），曲作者是龟兹人白明达。慶典上還演奏了唐玄宗親自編寫的《霓裳羽衣曲》。
《千秋樂》由此成爲曲牌，又稱《千秋岁》、《千秋萬歲》、《念奴娇》。另有《千秋岁引》。

### 天成地平节與中秋節
756年，唐玄宗因安史之亂而退位，唐肃宗李亨即位後效仿玄宗，將自己的生日九月三日定为「天成地平节」。因爲唐玄宗退位後尚還身爲太上皇，天成地平节與天長節還共存過一段時間。
因八月初五和九月三日相隔不遠，朝廷便將兩個節日折中爲八月十五天長節。唐代宗、唐德宗延續了八月十五天長節，但慶典規模越來越小，中唐後不再舉行慶典。受到八月十五天長節的影響，在此前不在民間流行的中秋節，在天長節不再慶祝後反而開始在民間流行起來。

### 日本天長節與地久節
日本奈良時代光仁天皇沿用天長節，將日本天皇的生日稱作天長節，當天休假一日。皇后的生日則叫做地久節，不休假。
二戰後，日本天長節改稱天皇誕生日，明治天皇誕生日成爲了文化日；地久節改稱皇后誕生日。